# مكة مول

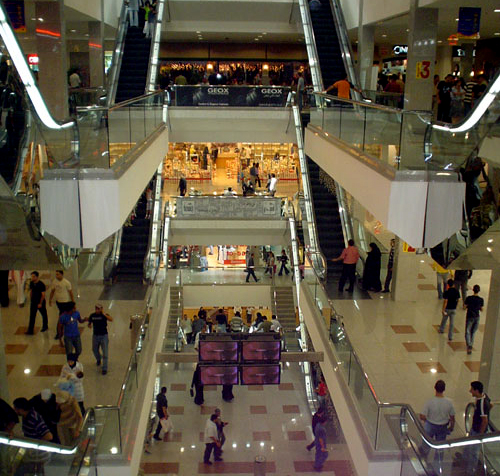
مكة مول من الداخل

من أكبر مجمعات الأردن التجارية. يقع على شارع مكة في عمان الغربية. يحتوي على العشرات من المطاعم والمقاهي والبازارات ومحلات الملابس والأزياء ذات الماركات العالمية بالإضافة إلى أماكن اللعب الترفيهية ودور السينما... تم افتتاحه في عام 2003 وقد أجريت عليه توسعة ضخمة انتهى العمل منها في عام 2006 ويعد أضخم مول بالمملكة الأردنية الهاشمية. يذكر بأن المستشار محمد حسن عبد القادر قد قام بإعداد دراسات الجدوى التقييمة لمشروع توسعة 2 لمكة مول ".